# Kenneth Creer
Kenneth Midworth Creer (Douglas (Ilha de Man), 1925) é um físico britânico.